# Trematosphaeriaceae
Trematosphaeriaceae K.D. Hyde, Y. Zhang ter, Suetrong & E.B.G. Jones – rodzina grzybów z klasy Dothideomycetes.

## Charakterystyka
Głównymi cechami wyróżniającymi rodzinę są średniej wielkości zaokrąglone askokarpy z brodawkowatymi ostiolami, stosunkowo szerokie, skórzaste perydia, komórkowe nibywstawki i cylindryczno-maczugowate worki. Askospory są dwukomórkowe lub wielokomórkowe, bezbarwne lub brązowe.
Gatunki z rodzajów Emarellia i Falciformispora wywołują u ludzi i ssaków grzybicę układową o nazwie stopa madurska. Choroba ta może prowadzić do usunięcia kończyn u dotkniętych nią pacjentów. Trematosphaeria grisea to grzyb glebowy, który u roślin w regionach tropikalnych i subtropikalnych może powodować plamistość liści, a u kotów i ludzi stopę madurską.

## Systematyka
Pozycja w klasyfikacji według Index Fungorum: Trematosphaeriaceae, Pleosporales, Pleosporomycetidae, Dothideomycetes, Pezizomycotina, Ascomycota, Fungi.
Takson utworzyli K.D. Hyde, Y. Zhang ter, Suetrong & E.B.G. Jones w 2013 r. Według aktualizowanej klasyfikacji Index Fungorum bazującej na Dictionary of the Fungi do rodziny tej należą rodzaje:
- Emarellia Borman, Desn.-Olliv., C.K. Campb., Bridge, Dannaoui & Eliz.M. Johnson 2016
- Fuscosphaeria D.G. Knapp & Pintye 2021
- Meanderella S.A. Ahmed, T. Engel, Verweij & de Hoog 2022
- Trematosphaeria Fuckel 1870[1]